# Musse Piggs galapremiär
Musse Piggs galapremiär (engelska: Mickey's Gala Premier) är en amerikansk animerad kortfilm med Musse Pigg från 1933.

## Handling
Musse Pigg har premiär för en film, och flera filmstjärnor dyker upp för att se filmen. Bland de som kommer är Helan och Halvan, Bröderna Marx och Jimmy Durante. Efteråt går alla stjärnorna upp på scenen för att visa sin uppskattning för Musse, som bland annat får kyssar av Greta Garbo.

## Om filmen
Filmen är den 58:e Musse Pigg-kortfilmen som producerades och den åttonde som lanserades år 1933.
Filmen var det sista program som sändes i BBC Television Service (nuvarande BBC One) innan andra världskriget bröt ut.
Filmen hade svensk premiär 26 december 1933 på biografen Rita i Stockholm, som innehåll i kortfilmsprogrammet Tre små grisar tillsammans med fyra kortfilmer till; I jultomtens verkstad, Den mekaniske boxaren, Små, små fåglar och Tre små grisar.

## Filmstjärnor
Filmstjärnorna som förekommer i filmen är:

- Helan och Halvan
- Bröderna Marx
- Jimmy Durante
- Clark Gable
- Mae West
- Jean Harlow
- Joan Crawford
- Bette Davis
- Harold Lloyd
- Joe E. Brown
- Charlie Chaplin
- Buster Keaton
- Edward G. Robinson
- George Arliss
- Greta Garbo
- Fredric March
- Boris Karloff
- Bela Lugosi
- Marie Dressler
- Wallace Beery
- Maurice Chevalier
- Gloria Swanson
- William Powell
- Will Rogers
- Ethel Barrymore
- John Barrymore
- Lionel Barrymore
- Ed Wynn
- Eddie Cantor
- Adolphe Menjou
- Wheeler & Woolsey
- Lon Chaney
- Douglas Fairbanks
- John Gilbert
- Rudy Vallee
- Janet Gaynor
- Constance Bennett
- Marlene Dietrich
- Keystone Cops bestående av Harry Langdon, Chester Conklin, Mack Swain, Ford Sterling och Ben Turpin.
- Dessutom biografägaren Sid Grauman och censorn Will Hays.[6]

## Rollista
- Walt Disney – Musse Pigg
- Marcellite Garner – Mimmi Pigg
- Jerry Lester – Maurice Chevalier, Jimmy Durante, Ed Wynn, Eddie Cantor[8]